# Eduard von Grützner
Eduard Theodor Grützner, desde 1916 condecorado como Ritter von Grützner (26 de mayo de 1846 en Karłowice Wielkie, Silesia; † 2 de abril de 1925 en Múnich, Alemania), fue un pintor alemán de género, especialmente de las representaciones de monjes, así como de Falstaff.

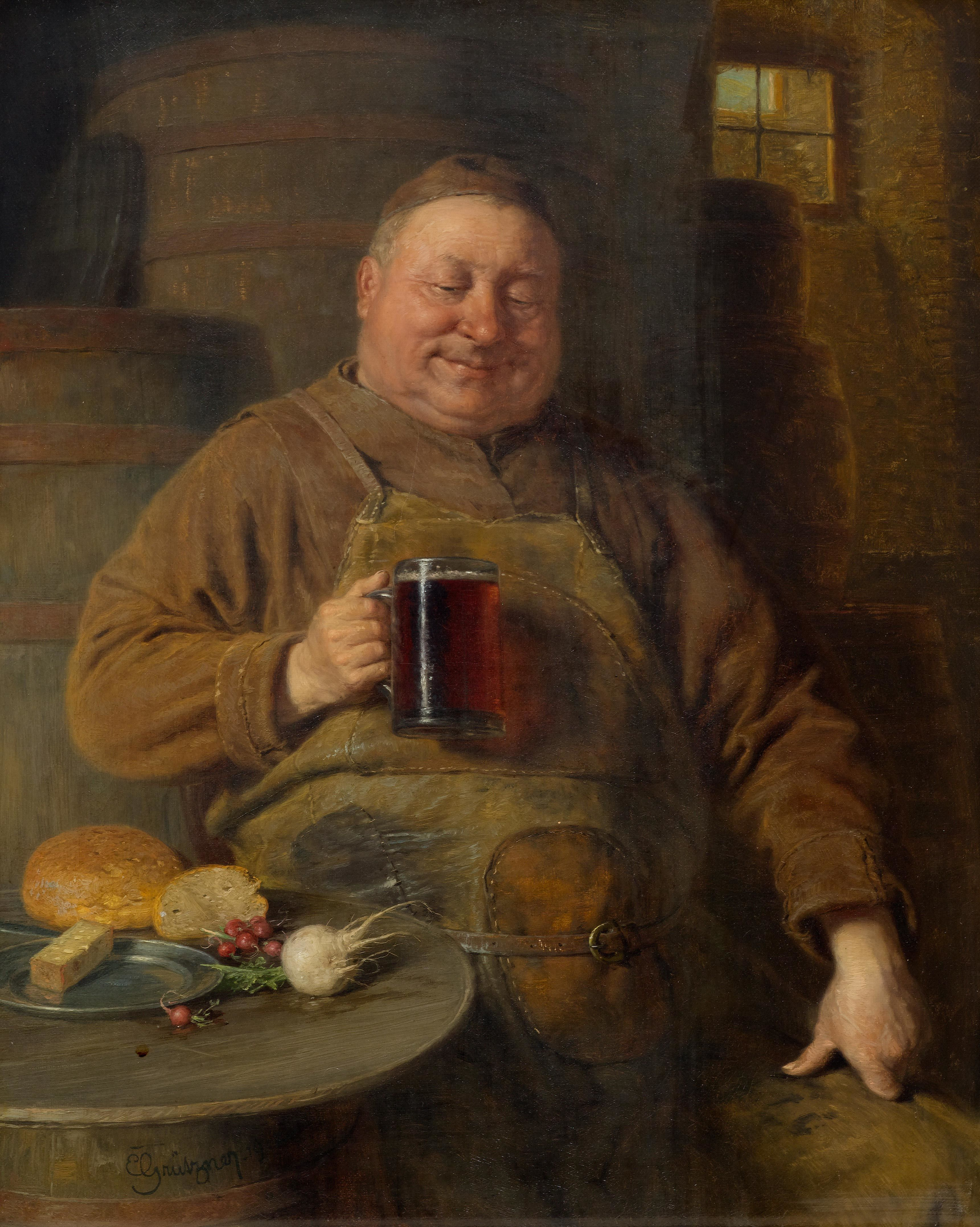
Brotzeit des Klosterschäfflers, 1912